# Pygicera scripta
Pygicera scripta es la única especie de escarabajo del género Pygicera, familia Buprestidae. Fue descrita por Kerremans en 1903.
Se distribuye por Chile.